# Rona-Li Shimon
Rona-Li Shimon (Ramat Gan, Israel, 9 de enero de 1983) es una actriz israelí, conocida principalmente por su rol protagónico en Fauda. Su personaje en Fauda, Nurit, es la única mujer en una unidad de elite formada casi exclusivamente por varones. Para realizar ese papel tuvo que aprender Krav magá.

## Trayectoria
- Ha-Pijamot, 2006.[6]
- Ha-Shir Shelanu, 2006.[7]
- HaNefilim, 2007.[8]
- Hitganvut Yehidim,  2010.[9]
- Leak, 2012.[10]
- Diario de amigas, 2012.[11]
- Policía en Israel, 2011-2014.[12][13][14]
- Lev shaket meod o A quiet heart, 2016.[15]
- Fauda, 2015 - 2023.[16][17][18]
- Messiah[19]